# Dordży Arbakow
Dordży Cerenowicz Arbakow (ros. Дорджи Церенович Арбаков; ur. 1914 w stanicy Bałtajewskiej, zm. 1999 w USA) – dowódca oddziału sztabowego, zastępca szefa sztabu ds. uzbrojenia, a następnie szef sztabu Korpusu Kawalerii Kałmuckiej podczas II wojny światowej, emigracyjny działacz narodowy.
Ukończył studia chemiczno-geologiczne. Pracował jako dyrektor szkoły we wsi Sadowo w Kałmucji. Jednocześnie prowadził kursy marksizmu-leninizmu. Po ataku wojsk niemieckich na ZSRR 22 czerwca 1941 r., został zmobilizowany do nowo formowanej 110 Samodzielnej Kałmuckiej Dywizji Kawalerii. Objął, w stopniu sierżanta, funkcję starszego pisarza, a następnie szefa kancelarii w sztabie dywizji. W lipcu 1942 r. zdezerterował, przechodząc na stronę Niemców. Początkowo stanął na czele kolaboracyjnej policji kryminalnej w Eliście. Następnie wstąpił do Korpusu Kawalerii Kałmuckiej, zostając dowódcą oddziału sztabowego, zastępcą szefa sztabu ds. uzbrojenia, zaś we wrześniu 1944 r. szefem sztabu korpusu. Po zakończeniu wojny uniknął deportacji do ZSRR. Przebywał w zachodnich Niemczech, współtworząc w Monachium Kałmucki Komitet Walki z Bolszewizmem. Następnie zamieszkał w Stanach Zjednoczonych, gdzie nawiązał kontakt z emigracyjnymi organizacjami kałmuckimi powstałymi w okresie międzywojennym.